# Abdel Aziz al-Douri
Saber Abdel Aziz al-Douri nació en Dauru en 1949. Es un exmilitar iraquí condenado por la jurisdicción del Alto Tribunal Penal iraquí.
Después de unirse al ejército, se graduó de la Academia Militar Iraquí en 1967 y sirvió en la guerra Irán-Irak. En julio de 1985, se convirtió en miembro del Departamento de Operaciones del Departamento de Defensa y del Comando Militar Iraquí, y en abril de 1986 fue nombrado Director del Servicio de Inteligencia Militar.
Como Jefe de Inteligencia Militar, se ocupó de la guerra iraní, la Guerra del Golfo y la posterior rebelión de los chiitas, mientras tanto, ella está tratando de liberar a los chiitas que habían sido condenados a muerte en las cárceles de la provincia de Mysan por participar en levantamientos rebeldes.
Como gobernador, al douri trabajó por primera vez para mejorar la vida de los chiitas mediante la reconstrucción de casas destruidas y la mejora de la infraestructura. También reparó un santuario chiita en Karbala que fue destruido por la administración . Además, el gobierno ha derogado el gobierno coercitivo de los sucesivos gobernadores enviados por el gobierno central, incluida la liberación de los presos políticos detenidos en las cárceles.
De hecho, una vez que se convirtió en gobernador, se eliminó la tortura y la ejecución de rutina en las cárceles.
Después de servir como gobernador de Karbala durante mucho tiempo, al-Douri fue nombrado gobernador de Bagdad y ocupó el mismo cargo hasta el colapso del gobierno de Sadam en abril de 2003 .
Fue arrestado por el ejército estadounidense en 2003 porque era uno de los exfuncionarios del gobierno. El 1 de julio de 2004, el Alto Tribunal penal iraquí lo acusó de crímenes contra la humanidad, crímenes de guerra, presunto genocidio y homicidio del padre de una activista iraquí de derechos humanos, Safiya Tarib Ali al-Sheil , asesinada en Beirut en 1994. Fue acusado de ordenar el asesinato del herido Tarib-a-Sheir-a-Tamimi.
En un juicio que comenzó en agosto de 2006, el Tribunal Superior iraquí declaró culpable a Sirville de todos los casos por presunta participación en la masacre de chiitas y kurdos, y fue sentenciado a cadena perpetua.
Abdel Aziz al-Douri afirmó su inocencia en el juicio. Con respecto a la Operación Anfar , donde murieron muchos kurdos, 

"Si la presa Dukan fueron destruidas por la guerrilla kurda, Bagdad y sus alrededores estarán sumergidos, los edificios más altos se hundirán y la profundidad del agua aumentará hasta 10 metros

, dijo un plan de seguridad para hacer estallar primero a los iraníes y luego a los rebeldes kurdos. Explicó cómo se realizó la Operación Anfar. "La batalla de Anfar es parte de la Batalla de Cardisiyat Saddam. Estábamos luchando contra Irán y Peshmerga. Estaban aliados, dijo que la Operación Anfar no era un objetivo de civiles kurdos, sino más bien una operación militar .
Con respecto a la muerte de un civil, "estaban en una aldea en un área restringida", y dijo que los kurdos no habían escapado del área restringida. En un tribunal de justicia por genocidio chiita, 

"serví a la gente de Karbala. No hay razón para permanecer en prisión todos los días

.
El 17 de marzo de 2009, Sabir apareció como acusado en un juicio para juzgar el uso de armas químicas para matar a los residentes en Harabja , y el 17 de enero de 2010. El tribunal condenó a Sabir a 15 años de prisión. 
El 21 de abril de 2011, el Tribunal Superior condenó a al-Douri a cadena perpetua nuevamente por presuntamente ordenar a un agente subordinado que asesinara a un activista disidente, Tarib Suhail Tammye, como Jefe del Servicio de Inteligencia General.